# Шампијон
Шампијон (фр. Champillon) насеље је и општина у североисточној Француској у региону Шампањ-Арден, у департману Марна која припада префектури Еперне.
По подацима из 2011. године у општини је живело 526 становника, а густина насељености је износила 360,27 становника/km². Општина се простире на површини од 1,46 km². Налази се на средњој надморској висини од 198 метара.

## Демографија
| 1962. | 1968. | 1975. | 1982. | 1990. | 1999. | 2011. |
| ----- | ----- | ----- | ----- | ----- | ----- | ----- |
| 327   | 357   | 453   | 551   | 533   | 528   | 526   |

График промене броја становника у току последњих година